# Vincent (2016)
Vincent is een Belgisch-Franse film uit 2016, geregisseerd door Christophe Van Rompaey. De film ging op 12 augustus in première op het filmfestival van Locarno in de sectie Piazza Grande. De film werd genomineerd voor de  European Film Awards 2017 in de categorie 'beste komedie'. 

## Verhaal
De 17-jarige Vincent is een wereldverbeteraar en wil zelfmoord plegen als statement tegen de wereldproblemen. Zijn impulsieve Franse tante Nikki probeert hem te redden en neemt hem mee naar Frankrijk waar ze Vincent de zonnige kant van het leven laat zien. 

## Rolverdeling
| Acteur               | Personage    |
| -------------------- | ------------ |
| Spencer Bogaert      | Vincent      |
| Barbara Sarafian     | Marianne     |
| Geert Van Rampelberg | Raf          |
| Alexandra Lamy       | Nicole/Nikki |
| Frédéric Epaud       | Guillaume    |
| Kimke Desart         | Nadia        |